# Johan Friberg da Cruz
Johan Friberg José da Cruz, född 4 juni 1986 i Angereds församling i Göteborg, är en svensk före detta fotbollsspelare som senast spelade för Assyriska BK. Han är yngre bror till Bobbie Friberg da Cruz, som också är fotbollsspelare.

## Karriär
Friberg da Cruz inledde sin seniorkarriär 2005 i Göteborgsklubben Gais, där även hans äldre bror Bobbie spelade, men hade svårt att ta en plats i laget. Efter åtta matcher i allsvenskan med Gais 2006 och blott tre 2007 lånades han 2008 ut till Västra Frölunda, och 2009 gick han till Blokhus FC i danska andraligan. 2010 gjorde han en match för Ljungskile SK i superettan, innan han senare samma år gick till Assyriska BK, där han blev kvar resten av karriären. 2016 var han med om att spela upp klubben i division 1, och efter sex matcher för Assyriska i söderettan 2017 avslutade han karriären.